# Коппе, Вильгельм
Ви́льгельм Ко́ппе (нем. Wilhelm Koppe) (15 июня 1896 года, Хильдесхайм, Ганновер, Германская империя — 2 июля 1975 года, Бонн, ФРГ) — один из руководителей оккупационного режима в Польше, обергруппенфюрер СС и генерал полиции (30 января 1942 года), генерал войск СС (1 июля 1944 года).

## Учёба и служба в армии
Вильгельм Коппе родился в семье судебного исполнителя. Посещал высшие школы в Штольценау на Везере, в Харбурге и Вильгельмсбурге. Получил образование торгового работника. После окончания школы пошёл добровольцем на фронты Первой мировой войны. Воевал на Западном фронте. В декабре 1916 года был произведён в лейтенанты. За боевые отличия награждён Железным крестом 2-го (1914) и 1-го класса. После демобилизации в конце 1919 года основал собственное торговое дело, занимался оптовой торговлей кофе и шоколадом в Гамбурге.

## Карьера в СС
1 сентября 1930 года вступил в НСДАП (билет № 305 584), в 1931 году — в СА, 2 января 1932 года — в СС (билет № 25 955), получил чин труппфюрера. С 1 сентября 1932 года — руководитель 17-го штандарта СС. 12 ноября 1933 года избран депутатом Рейхстага от Везер-Эмса. С конца 1933 года по октябрь 1935 года — руководитель 26-го абшнита СС в Данциге. С 13 сентября 1936 года — инспектор полиции безопасности и СД в районе Эльба (штаб-квартира — Дрезден).

## Высший руководитель СС и полиции
После разгрома Польши в начавшейся Второй мировой войне из её западных территорий было образовано рейхсгау «Вартеланд» (Wartheland) или иначе — «Вартегау» (Warthegau) с центром в Позене (Познани), а Коппе 26 октября 1939 года был назначен там высшим руководителем СС и полиции. Руководил массовым выселением поляков из Вартенланда на территорию Генерал-губернаторства, а также евреев в гетто и концентрационные лагеря. Был главным инициатором создания концлагеря Хелмно, где было уничтожено 320 тысяч человек. Возглавил уничтожение еврейских гетто на территории Вартенланда.

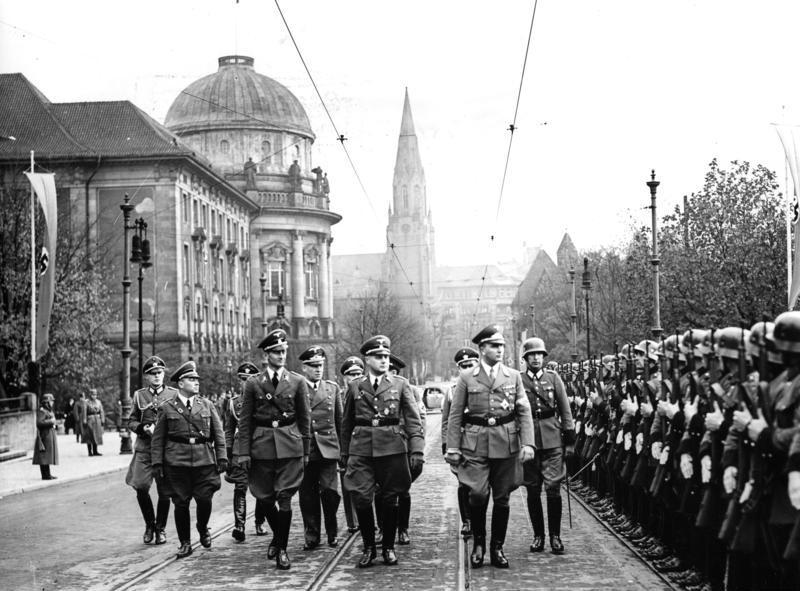
Гауляйтер и рейхсштатгальтер Вартеланда Артур Карл Грейзер и высший руководитель СС и полиции Вартеланда Вильгельм Коппе принимают парад. 4 ноября 1939 года, Познань.

9 ноября 1943 года Коппе был назначен высшим руководителем СС и полиции в Генерал-губернаторстве, которое охватывало ту часть территории Польши, которая не вошла в Рейх, а также бывшую Львовскую область СССР (т. н. Галицию). На этом посту являлся одним из главных организаторов нацистского террора. В самом конце войны, 20 апреля 1945 года, был назначен высшим руководителем СС и полиции «Юг» со штаб-квартирой в Мюнхене.

## Послевоенная карьера
После окончания войны в 1945 году Коппе скрылся. Затем, взяв девичью фамилию своей жены (Ломан), продолжал заниматься в ФРГ предпринимательской деятельностью и был коммерческим директором большой шоколадной фабрики в Бонне.

## Освобождение от ответственности
В 1960 году был идентифицирован и арестован, но затем освобожден 19 апреля 1962 года под залог в 30 тысяч дойчмарок. В 1964 году в Бонне над ним начался судебный процесс. Коппе обвинялся в пособничестве убийству 145 тысяч человек. Однако затем судебное разбирательство было отложено по состоянию здоровья. В 1966 году суд Бонна постановил дело против Коппе прекратить, а самого его освободить по состоянию здоровья.
На просьбу Польши о выдаче ей Коппе правительство ФРГ ответило отказом. Вильгельм Коппе умер в 1975 году в Бонне.

## Награды
- Железный крест (1914) 2-го и 1-го класса (Королевство Пруссия)
- Крест «За военные заслуги» 2-го класса (Великое герцогство Мекленбург-Шверин)
- Знак за ранение (1918) в серебре
- Почётный крест ветерана войны с мечами
- Шеврон старого бойца
- Медаль «В память 13 марта 1938 года»
- Медаль «В память 1 октября 1938 года»
- Золотой партийный знак НСДАП
- Почётный знак Гау Вартерланд
- Пряжка к Железному кресту (1939) 2-го и 1-го класса
- Крест «За военные заслуги» 2-го и 1-го класса с мечами
- Медаль За выслугу лет в НСДАП в бронзе
- Знак отличия «За верную службу в СС»
- Кольцо «Мёртвая голова»
- Почетная шпага рейхсфюрера СС (Ehrendegen Reichsführer-SS)